# Politique de certification
La Politique de Certification est un document important dans le cadre de la mise en œuvre des applications mettant en jeu une signature électronique.
Couramment abrégée par le sigle PC la Politique de certification est l'ensemble de règles, définissant les exigences
auxquelles l’autorité d'enregistrement se conforme dans la mise en place de prestations adaptées à certains
types d’applications. La politique de certification doit être identifiée par un OID défini
par l'autorité de certification. L'OID ou Identificateur d’objet, est un identificateur alphanumérique unique enregistré conformément à la norme d’enregistrement ISO pour désigner un objet ou une classe d’objets spécifiques.